# Сковородиновка
Сковороди́новка (укр. Сковородинівка) — село в Великорогозянском сельском совете Богодуховского района Харьковской области Украины.

## Население
Население по переписи 2001 года составляло 547 человек (251 мужчина и 296 женщин).

### Языковой состав
Родной язык населения по данным переписи 2001 года:
| Язык       | Численность, чел. | Доля     |
| ---------- | ----------------- | -------- |
| Украинский | 463               | 84,64 %  |
| Русский    | 43                | 7,86 %   |
| Армянский  | 39                | 7,13 %   |
| Другое     | 2                 | 0,37 %   |
| Итого      | 547               | 100,00 % |

## Географическое положение
Село Сковородиновка находится на берегу безымянной речушки, которая через 1,5 км впадает в реку Кадница (левый приток), которая через 2,5 км впадает в реку Рогозянка (правый приток). На расстоянии в 2 км расположено село Малая Ивановка (Богодуховский район), в 4,5 км — сёла Гуриновка и Великая Рогозянка. В селе несколько прудов, оно окружено небольшими дубравами.

## История
В 1732 году основан хутор Ивановка. В 1795 году, после постройки церкви, хутор становится селом Пан-Ивановка. В 1922 году, в честь 200-летия со дня рождения украинского философа Григория Сковороды, село переименовано в Сковородиновка.
В 1940 году, перед Великой Отечественной войной, в селе были 272 двора, церковь, мукомольный и спиртзаводы, ветряная мельница и сельсовет.
При СССР в селе был организован и работал колхоз имени Сковороды, у которого было отделение в селе Большая Рогозянка.
В 1972 году к 250-летию со дня рождения Григория Сковороды, в бывшем усадебном доме открыт литературно-мемориальный музей. В 2022 году музей был уничтожен российским ракетным ударом.

## Экономика
- Молочно-товарная ферма.
- Общество с ограниченной ответственностью им. Сковороды.

## Объекты социальной сферы
- Детский сад.
- Школа.
- Музей.
- Сковородиновский клуб[7].
- Свято-Преображенский православный храм[8] УПЦ МП.

## Достопримечательности
- В Сковородиновке похоронен украинский философ Григорий Сковорода. Тут же был основан посвящённый ему музейный комплекс. В усадьбе помещика Андрея Ковалевского в Сковородиновке философ провёл последний период своей жизни. В 1794 году он тут умер и был похоронен в могиле, которую, по преданию, выкопал собственноручно. На могиле Сковороды написано: «Мир ловил меня, но не поймал». До 1972 года в доме, где проживал и где умер Сковорода, находилась школа. Потом там был основан Литературно-мемориальный музей Г. С. Сковороды. На территории музея, который размещается на площади 18,2 гектаров, находятся могила философа (национальный памятник истории с 1965 года), памятник Сковороде работы Ивана Кавалеридзе, колодец, фруктовый сад и парк с липовыми аллеями, размещение которых сохранилось с XVIII века.
- Братская могила советских воинов и памятный знак воинам-односельчанам. Похоронено 94 воина.
- Свято-Преображенский храм.

- Парковый дом-музей
- Скульптура Г.С. Сковороды
- Парк XVIII ст.
- Амбар ХІХ ст.

## Фестивали
В Сковородиновке с 2006 года в ночь на Ивана Купала проходит региональный фестиваль песенно-обрядового фольклора «Сегодня Ивана, а завтра Купала». В 2011 году в нём приняли участие более 40 фольклорных коллективов, в том числе с территории российской Слобожанщины.